# Veronica Avluv
Veronica Avluv, née le 23 novembre 1972 à Rowlett au Texas, est une actrice pornographique américaine.
L'actrice se décrit elle-même comme « très bisexuelle » et affirme qu'elle a surtout eu des relations sexuelles avec des femmes tout au long de sa vie adulte.

## Biographie
Elle a été mariée à Hans Avluv de 1996 jusqu'à la mort de ce dernier survenue le 26 mars 2013 d'une crise cardiaque.

## Carrière
Avluv commence sa carrière dans l'industrie de la pornographie comme effeuilleuse avant d'entrer dans celle du film pornographique en février 2010, âgée de 37 ans, ce qui est plutôt tardif dans cette profession. Elle interprète sa première scène du genre avec Jessi Palmer dans la vidéo intitulée  Lesbian Seductions Older/Younger Vol. 30 des studios Girlfriends Films. Elle paraît au générique de 338 films pour divers studios dont Adam et Eve, Brazzers, Elegant Angel, Evil Angel, Girlfriends Films, Hustler, Jules Jordan Video, Kink.com, Mile High, Wicked Pictures, Zero Tolerancel (en)
En 2012, Avluv commence une série dans le rôle de Victoria Vandenberg diffusée par Showtime sur la télévision câblée sous le titre Girls of Sunset Place.

## Distinctions
Récompenses
- 2015 AVN Award - Meilleure actrice dans un second rôle (Best Supporting Actress) pour Cinderella XXX: An Axel Braun Parody (Wicked Fairy Tales)[8]
- 2013 XRCO Award - MILF of the Year[9]
- 2015 AVN Award - Meilleure actrice dans un second rôle (Best Supporting Actress)[10] pour Cinderella XXX: An Axel Braun Parody

Nominations
- 2012 AVN Award - MILF/Cougar Performer of the Year[11]
- 2012 XBIZ Award - MILF Performer of the Year[12]
- 2013 AVN Award - Best Anal Sex Scene - Oil Overload 7 (avec Manuel Ferrara)[13]
- 2013 AVN Award - Best Group Sex Scene - Big Tits at Work 14 (avec Vanilla DeVille, Francesca Le, Ava Addams et Keiran Lee)[13]
- 2013 AVN Award - MILF/Cougar Performer of the Year[13]
- 2013 XBIZ Award - MILF Performer of the Year[14]
- 2013 XBIZ Award - Best Scene - Couples-Themed Release - My Mother's Best Friend 6 (avec Marcus London)[14]
- 2014 AVN Award - Best All-Girl Group Sex Scene (avec Belle Noire & Tanya Tate)[15] pour College Cuties Seduce MILF Beauties
- 2014 AVN Award - Best Three-Way Sex Scene – G/G/B (avec Sheena Shaw & Manuel Ferrara)[15] pour Rump Raiders 4
- 2014 AVN Award - MILF Performer of the Year[15]
- 2014 AVN Award - Best Porn Star Website[15] dans ClubVeronicaAvluv.com
- 2014 AVN Award - MILF Performer of the Year[16]
- 2014 XBIZ Award - Best Porn Star Website[15] sur ClubVeronicaAvluv.com
- 2014 XRCO Award - Orgasmic Analist[17]
- 2014 XRCO Award - MILF of the Year[17]
- 2015 AVN Award - Best Double Penetration Sex Scene (avec Rico Strong & Wesley Pipes)[18] pour Freaky MILFs
- 2015 AVN Award - Best Oral Sex Scene[18] pour Facialized
- 2015 AVN Award - Best POV Sex Scene (avec Mark Wood)[18] pour A POV Sphinctacular
- 2015 XBIZ Award - Best Three-Way Sex Scene - G/G/B (avec Veruca James & Lexington Steele)[18] pour Anal Boot Camp 2
- 2015 XRCO Award - MILF Performer of the Year[18]

## Filmographie sélective
Prolifique, l'artiste a enregistré 338 vidéos y compris les compilations dont:
- 2010 : Lesbian Seductions: Older/Younger 30
- 2010 : Lesbian Seductions: Older/Younger 32
- 2010 : Lesbian Adventures: Strap-On Specialists 2
- 2010 : Girls Kissing Girls 5
- 2011 : Women Seeking Women 74
- 2011 : Road Queen 19
- 2011 : Please Make Me Lesbian 1
- 2012 : Road Queen 21
- 2012 : Lesbian Seductions: Older/Younger 40
- 2012 : Girls Kissing Girls 10
- 2012 : Dani
- 2013 : Tanya Tate's College Cuties Seduce MILF
- 2013 : My Mom Likes Girls 03
- 2014 : Women Seeking Women 109
- 2014 : Show Her How
- 2014 : Lesbian Adventures: Older Women, Younger Girls 5
- 2014 : Bonnie Rotten Is Squirtwoman
- 2015 : Swallowing MILFs
- 2016 : How To Fuck Butt
- 2017 : Women Seeking Women 138
- 2018 : Lesbian Seductions 63

Une liste complète de ses vidéos peut être consultée ici